# Nils Gille
Nils Jacob Gille, född 5 april 1887 i By socken, Kopparbergs län, död 9 mars 1978 i Sandviken, var en svensk industriman.
Nils Gille blev bergsingenjör 1912, Jernkontorets stipendiat samma år, ingenjör vid Sandvikens jernverksaktiebolag 1913, ingenjör vid AB Åsbjörn Andersson i Svedala 1917, samt disponent vid See fabriks AB, Sandvikens dissousgas AB och Djupdals AB i Sandviken 1928. Gille företog ett flertal studieresor utomlands, bland annat i Förenta staterna och Sovjetunionen. Han publicerade ett flertal uppsatser om gjuteriteknik, värmebehandling av stålrör med mera.